# ジャワ・ポス
『ジャワ・ポス』(Jawa Pos) は、東ジャワ州スラバヤに拠点を置く、インドネシアの全国紙。『ジャワ・ポス』は、スセノ・テジョ (Suseno Tedjo)、別名テ・チュン・シェン (The Chung Shen) によって、1949年7月1日に創刊された。現在の親会社である「ジャワ・ポス・グループ (Jawa Pos Group) は、インドネシアのメディア王と称されるダフラン・イスカンが所有している。
この新聞のモットーは、「Selalu Ada yang Baru!（いつも何か新しいことがある）」である。

## 概要
この新聞は、インドネシアで最も古い部類のひとつに入る。
1982年、発行部数が1万部を切るところまで落ち込んだ際には、ほとんど破産寸前となって、所有権は週刊誌『テンポ (Tempo)』を発行する PT Grafiti Pers に移った。この買収の後、『ジャワ・ポス』の発行部数は増えてゆき、1990年代には35万部に到達した。当時の『ジャワ・ポス』は、インドネシアで最大級の発行部数をもつ新聞のひとつになっていた。
『ジャワ・ポス』は、インドネシアの新聞産業において数々の記録を打ち立てており、例えば、1984年にはいち早くコンピューター化された制作システムを導入し、1986年に最初にフルカラー印刷をおこない、1988年には最初に遠隔地印刷の技術を利用し、1992年には初めて年間を通してほぼ完全な日刊発行を実現し、1994年にはいち早くオンライン技術への投資をおこなった。『ジャワ・ポス』は、1998年にインドネシアで初めて国際標準の紙型を採用し、2000年には若者向けの欄を毎日掲出するようになり、2006年にはコンピュータ製版技術を導入した。
2017年時点で、ニールセン・コンシューマー・アンド・メディア・ビュー調べで平均発行部数 842,000部を数えた『ジャワ・ポス』は、インドネシア最大部数の新聞であった.。

## 沿革

### 初期（1949年-1982年）
『ジャワ・ポス』はテ・チュン・シェンことスセノ・テジョによって1949年7月1日に『ジャヴァ・ポスト (Djava-Post.)』という紙名で創刊された。当時、テ・チュン・シェンはスラバヤの映画館で映画の宣伝の仕事をしていた。毎日のように新聞に映画の広告を出さなければならない中で、彼は自分自身で新聞を発行することを思い立った。『ジャヴァ・ポスト』で成功したテ・チュン・シェンは、さらに中国語の新聞『Hwa Chiao Sien Wen』とオランダ語の『de Vrije Pers』の2紙を創刊した。
30年後、テ・チュン・シェンの新聞事業は以前のようには上手くゆかなくなっていた。1970年代後半、『ジャワ・ポス』は発行部数を急激に下落させた。1982年には、部数はわずか  6,800部となっていた。この時点で、他の2紙は既に廃刊されていた。80歳になったテ・チュン・シェンは、『ジャワ・ポス』の売却を決意した。もはや彼は会社の経営に当たることもできず、3人の息子たちはロンドンで生活していた。

### 買収と成長（1982年-現在）
1982年、『テンポ』誌の発行元である PT Grafiti Pers で当時役員のひとりであったエリック・F・H・サモラ (Eric F.H. Samola) が『ジャワ・ポス』を買収した。新たな経営体制を組んだエリックは、『テンポ』誌編集部のリーダーだったダフラン・イスカンを指名して、新聞の指揮に当たらせた。買収後、『ジャワ・ポス』の部数は伸び、1990年代には35万部に到達した。1999年の報道では、36万部とも言われた。当時の『ジャワ・ポス』は、インドネシアで最大級の発行部数をもつ新聞のひとつになっていた。
1987年、『ジャワ・ポス』は、インドネシア最大の新聞チェーンのひとつ、ジャワ・ポス・ニュース・ネットワーク (JPNN) を組織した。その傘下には、1999年の時点で合わせて61の日刊紙や雑誌が収められていた。JPNNは、その後も拡大し、80以上の新聞、タブロイド紙、雑誌を収め、全国各地に40か所の印刷拠点のネットワークを張り巡らせた。1997年、『ジャワ・ポス』は、新築され、スラバヤの摩天楼の一角を占めることになった21階建ての建物グラハ・ペナへ移転した 。2002年には、ジャカルタにもグラハ・ペナの建物が建ち、その後も各地方にグラハ・ペナの建物が建津ようになっていった。
2009年8月23日付から、日曜版の『ジャワ・ポス』は紙面を刷新し、それまでの7コラムのブロードシートから、タブロイドへと判型を変更した。

## 受賞
2011年10月12日、この新聞は、世界新聞・ニュース出版社協会 (WAN-IFRA) から「2011年世界青少年新聞賞 (2011 World Young Readers Newspaper Award)」を贈られ、継続的な優秀性に対して最高賞も受賞した。